# GT4 (Bréma)

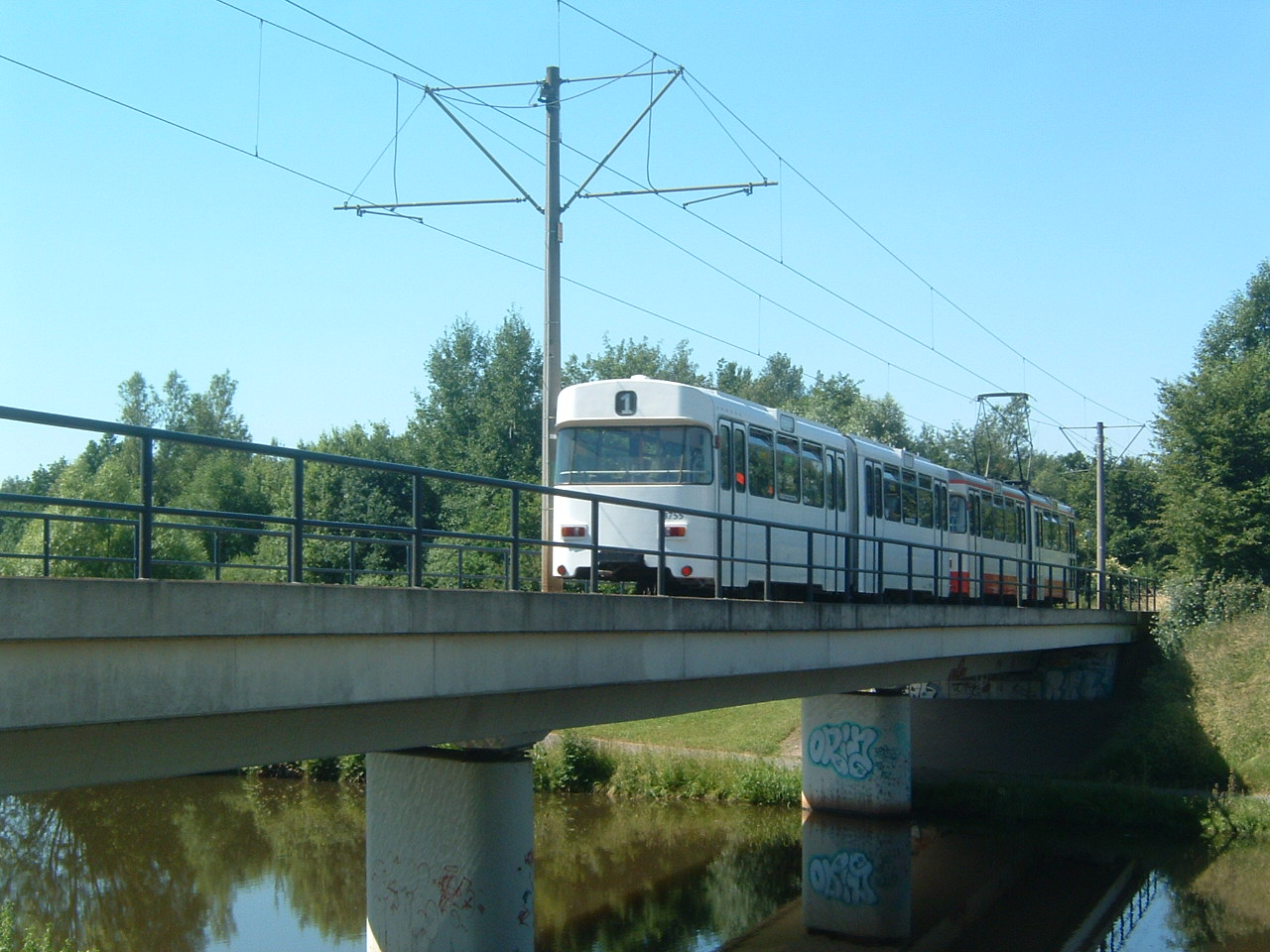
Wegmann & Co. által gyártott GT4/GB4 szerelvény

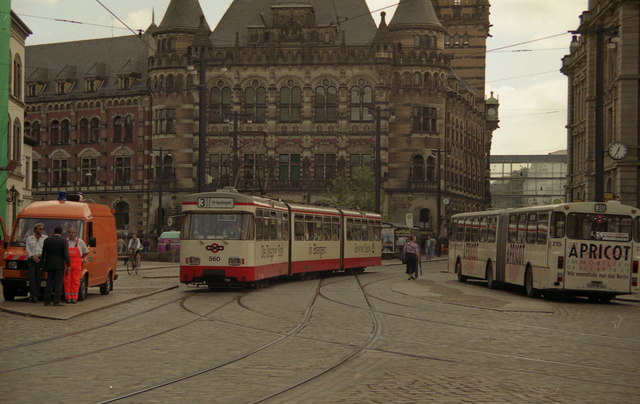
A GT6 villamoskocsi a Wegmann GT4 típusból ered

A brémai GT4 egy GT4 típusú villamoskocsi, aminek két fő változata alakult ki 1959 és az 1980-as évek között.

## Története
Az 1950-es és az 1960-as években a Bremer Straßenbahn brémai villamosvállalat, mint sok más német villamosvállalat, a régi kéttengelyes villamoskocsikat forgóvázra helyezett modern villamoskocsikra cserélte le. A kocsikat hosszabbá lehetett tenni, ha csuklósként alakították ki. Brémában – ugyanakkor, amikor Stuttgartban – a csuklós kocsikat csak két forgóvázra helyezve alakították ki a helyi Hansa-Waggonbau gyár által. A csuklószerkezetet a kardántengelyek szabályozták. Minden brémai villamoskocsi egyirányú forgalomra volt megtervezve (csak a kocsi jobb oldalán voltak ajtók), ezért a pálya végén hurokvágány volt szükséges a villamosok részére.
Kevés változással (GT4 típusról GT4c-re változtatva) ezt a villamoskocsi-típust 1968-ig gyártották. Bréma és Bremerhaven részére 79 ilyen villamos készült. Napi szolgálatban ezek részben szólóban, részben két egymáshoz hasonló kocsi egymást kiegészítő szerelvényeként közlekedtek. Később a motorkocsikat átalakították pótkocsikká. Brémában ezek a villamosok 1990-ig voltak szolgálatban. Ezt követően több villamost Temesvárra adtak el, ahol még mindig használatban vannak.
Licenc alapján München számára is készült ugyanilyen kocsi.
A Hansa Wagonbau tönkremenése után, 1973 óta a brémai villamosok gyártását a Wegmann & Co. motorkocsi-gyártó vállalat folytatta tovább Kasselben. A brémai GT4 alapszerkezetét megtartották, most azonban a csuklószerkezetet hidraulikusan szabályozták.  A 61 új brémai villamos motorkocsi típusa GT4d-től GT4f-ig volt elnevezve. A brémai Wegmann csuklós villamost pótkocsiként is gyártották (GB4d-től GB4f típusig volt elnevezve, összesen 47 tételben). Ebben az időszakban Brémában a legtöbb villamos egy csuklós motorkocsi és egy csuklós pótkocsi egymást kiegészítő szerelvényeként közlekedett.
1986-ban az egyik Wegmann csuklós motorkocsit egy harmadik kocsirész közbeiktatásával, továbbá két ajtóval és három jobboldali ablakkal megnagyobbítottak (a harmadik kocsirész a 758-as GB4-es pótkocsi egyik fele volt). Ezeket a kocsikat ugyan GT6-nak hívták, de ezek nagyon különböztek a Düwag GT6-osoktól.  1989-ben egy második szerelvényt is átalakítottak háromrészesre.

## Fordítás
- Ez a szócikk részben vagy egészben  a   GT4 (Bremen) című angol Wikipédia-szócikk ezen változatának fordításán alapul.  Az eredeti cikk szerkesztőit annak laptörténete sorolja fel. Ez a jelzés csupán a megfogalmazás eredetét és a szerzői jogokat jelzi, nem szolgál a cikkben szereplő információk forrásmegjelöléseként.